# Алкантера-де-Шукер
Алкантера-де-Шукер, Алькантара-де-Хукар (валенс. Alcàntera de Xúquer (офіційна назва), ісп. Alcántara de Júcar) — муніципалітет в Іспанії, у складі автономної спільноти Валенсія, у провінції Валенсія. Населення — 1432 особи (2010).

## Географія
Муніципалітет розташований на відстані близько 310 км на південний схід від Мадрида, 47 км на південь від Валенсії.

## Демографія
Динаміка населення (INE ):

## Галерея зображень

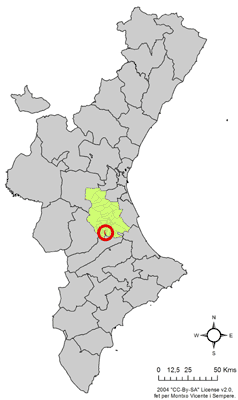
Розташування муніципалітету Алкантера-де-Шукер у автономній спільноті Валенсія
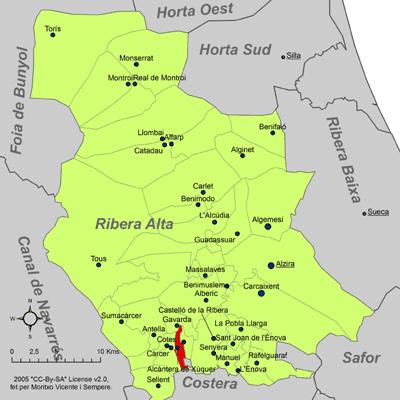
Розташування муніципалітету Алкантера-де-Шукер у комарці Рібера-Альта